# Distrito de Terhathum
El distrito de Terhathum es uno de los seis distritos que conforman la Zona de Kosi, en Nepal. El nombre está compuesto por "Terha", que quiere decir "trece" y por "Thum", que significa fortificación. 

## Comités de desarrollo rural
En el distrito se encuentran los siguientes comités de desarrollo rural:
- Ambung
- Angdeem
- Basantapur
- Chhate Dhunga
- Chuhandanda
- Dangpa
- Eseebu
- Hamarjung
- Hawaku
- Jaljale
- Jirikhimti
- Khamlalung
- Morahang
- Myanglung
- Okhare
- Oyakjung
- Panchakanya Pokhari
- Phakchamara
- Phulek
- Piple
- Pouthak
- Sabla
- Samdu
- Sankranti Bazar
- Shree Jung
- Simle
- Solma
- Sudap
- Sungnam
- Tamfula
- Thoklung